# آهوچه پشت‌سیاه
آهوچه پشت‌سیاه یا آهوچه کهر (نام علمی: Cephalophus dorsalis) نام یک گونه از زیرخانواده غزالک است.
- نیاز به یادآوری است که واژۀ Bay در نام انگلیسی این گونه به رنگ کهر اشاره دارد.